# Айле
Айле́, аялы (баш. әйле, тат. әйле, айлы) — печенежское, или сибирско-татарское, или же финно-угорское племя, участвовавшее в этногенезе башкир, сибирских и ичкинских татар.

## Этническая история
Р. Г. Кузеев в вопросе выяснения этнических корней айлинцев опирался главным образом на этнонимические и атрибутивные (тамги, ураны, онгоны) параллели с другими тюркскими народами, а также на данные шежере и исторические предания. Он отмечал, что этноним ай (айле) зафиксирован в формах: айнлы у узбеков Туркмении, алты-ата-айтамгалы у нуратинских туркмен, айы у туркмен-нохурли. У всех них родовой тамгой был полумесяц (ай). Кроме того, в родословных айлинцев одним из предков показан Туркмен. Все это позволило Р. Г. Кузееву сделать вывод, что их происхождение связано с огузами.
В VII—IX века предки айлинских родов входили в состав печенежско-огузско-кыпчакских племён сырдарьинских и приаральских степей.
Массовая миграция айлинцев на Урал относится к IX—XII вв.
В XVI—XVIII вв. значительная часть айлинцев расселилась в Зауралье и в Западном Башкортостане.
В середине XVIII века часть айлинских родов мигрировала на восток в приуйские и притобольские степи.
Р. Г. Кузеев название рода айле относил к ряду башкирско-конгратских этнонимических и топонимических параллелей. По версии киргизского учёного Т. А. Акерова, племя айле (аялы) имело тесные этногенетические связи с племенами конграт и салжигут.

## Территория расселения
На территории расселения айлинцев ныне расположены Салаватский, Кигинский, Дуванский, Белокатайский, Нуримановский районы Башкортостана, Сосновский, Красноармейский, Кунашакский, Кусинский и Аргаяшский районы Челябинской области, Сафакулевский и Альменевский районы Курганской области.

## Шежере
«Шежере рода айле» является памятником башкирской словесности. Составлено Таджетдином Ялчыгулом, который включил его в свой труд «Тарихнамә-и-болғар». Написано на старотатарском языке, в текст произведения были включены мифы, легенды и предания.
В данной шежере приведены некоторые сведения из жизни Кул Гали, раскрыта этимология названий башкирских племён кудей и кошсы. Часть произведения опубликована М. И. Уметбаевым в книге «Ядкар» (1897).
Ялчыгулов в этом произведении приводит свою родословную, возводя её к полулегендарным личностям, включая Кул Гали, однако выделяя то, что тот выходец из Булгарии. Данная биографическая версия имеет противоречия и ещё в XIX в. подверглась критике татарским учёным Марджани из-за противоречивости, так как упомянутый в шеджере Кулгали жил во второй половине XIV века (согласно источнику, после разорения Булгара Тамерланом, который родился в 1336 году), а булгарский поэт — в начале XIII века.
Советский учёный, доктор исторических наук Миркасым Усманов, обосновав свои тезисы, подверг резкой критике это произведение. Сочинение Тажетдина Ялчыгула представляет собой «фантастическую шажару» не представляющую какую либо историческую ценность.
Шежере неоднократно переписывалось. Один из вариантов, дописанный в 1912 году Минлекулом Габдельнасыровым из д. Мердаш, был обнаружен в 1957 году в д. Якшимбетово и включён Р. Г. Кузеевым в сборник «Башкирские шежере» (1960). Данная рукопись хранится в Научном архиве УНЦ РАН.